# 生物降解垃圾
生物降解垃圾（Biodegradable waste，又譯生物[可]分解廢棄物）包含所有能藉由堆肥、好氧消化、厭氧消化等生物降解過程，被生命體（如微生物）分解成二氧化碳、水、甲烷和簡單有機分子的有機廢棄物。生活中常見者為廚餘與排泄物，而市鎮固體廢棄物為主要來源。

## 處理與應用

### 合成氣、肥料
2014年9月，美國新創事業MagneGas藉由回收廢油、汙泥、糞水、滲漏水與農業廢棄物等與廢水則使用發酵法來製造合成氣，殘渣還能作為肥料。紐約市消防局發現，用合成氣來取代乙炔，因切割速度快，安全性高，切割安全距離近，救人效率好，宣布核准使用為火場切斷用噴槍的燃料。

### 生活能源
英國第一部以人類排泄物及廚餘處理後而成的生物氣體燃料公車於2014年11月20日首次上路，具低碳排放效益。五個成人的年排泄物可製造約一個油箱的生物甲烷，足以供公車行駛約186英里的距離。

## 相關
- 回收
- 資源回收
- 垃圾桶
- 塑料袋
- 微生物
- 生質燃料
- 真菌
- 细菌
- 焚化爐